# Campionati europei di beach volley 1996
I Campionati europei di beach volley 1996 si sono svolti ad agosto 1996 a Pescara in Italia.

## Podi
| Evento                      | Oro                                    | Argento                           | Bronzo                                   |
| Torneo maschile (dettagli)  | Rep. Ceca Michal Palinek Marek Pakosta | Germania Jörg Ahmann Axel Hager   | Italia Andrea Ghiurghi Nicola Grigolo    |
| Torneo femminile (dettagli) | Rep. Ceca Eva Celbová Sona Novaková    | Germania Beate Bühler Danja Müsch | Italia Laura Bruschini Annamaria Solazzi |

## Medagliere
| Posizione | Nazione   | Oro | Argento | Bronzo | Totale |
| --------- | --------- | --- | ------- | ------ | ------ |
| 1         | Rep. Ceca | 2   | 0       | 0      | 2      |
| 2         | Germania  | 0   | 2       | 0      | 2      |
| 3         | Italia    | 0   | 0       | 2      | 2      |
| Totale    | Totale    | 2   | 2       | 2      | 6      |